# The Hiding Place (filme)
The Hiding Place (bra: O Refúgio Secreto) é um filme estadunidense de 1975, do gênero drama histórico-biográfico, dirigido por James F. Collier, com roteiro de Allan Sloane e Lawrence Holben baseado na autobiografia homônima de Corrie ten Boom, escrita com John e Elizabeth Sherrill.

## Sinopse
O filme conta a história verídica da família holandesa dos Ten Boom que, com base nos princípios de sua fé cristã, durante a 2.ª Guerra Mundial decide refugiar judeus e membros da resistência neerlandesa em um pequeno esconderijo em sua casa, na cidade de Haarlem. A empreitada tem sucesso durante um certo tempo, até que uma delação leva toda a família à prisão. Corrie e sua irmã Betsie são mais tarde levadas ao campo de concentração de Ravensbrück, onde Betsie encontrava na sua fé motivos para demonstrar amor e esperança, ao passo que Corrie procurava na mesma fé em Deus razões resistir ao ódio que sentia dos nazistas.